# Oepping
Oepping  ist eine Gemeinde in Oberösterreich (Österreich) und liegt im Bezirk Rohrbach im oberen Mühlviertel mit 1544 Einwohnern (Stand 1. Jänner 2024). Der zuständige Gerichtsbezirk ist Rohrbach in Oberösterreich.

## Geografie
Der Ort Oepping liegt auf 629 Meter Höhe im oberen Mühlviertel, bewaldete Höhenrücken erreichen Höhen von über 700 Meter. Die Entwässerung erfolgt über den Krenbach im Nordosten und den Fischbach und die Kleine Mühl im Süden. Die Ausdehnung beträgt von Nord nach Süd 9, von West nach Ost 3,8 Kilometer. Die Gemeinde hat eine Fläche von 23 Quadratkilometer. Davon werden zwei Drittel landwirtschaftlich genutzt, 26 Prozent sind bewaldet.

### Gemeindegliederung
Das Gemeindegebiet umfasst folgende 22 Ortschaften (in Klammern Einwohnerzahl Stand 1. Jänner 2024):
- Berlesreith (65)
- Dobretshofen (55)
- Götzendorf (172)
- Gumpenberg (14)
- Gumpenmühle (5)
- Haugsberg (50)
- Kanten (10)
- Kimmerting (170)
- Liebetsberg (29)
- Marbach (28)
- Oberfischbach (31)
- Obergahleiten (72)
- Obergrünau (33)
- Obermayrhof (30)
- Oberneudorf (39)
- Oepping (352)
- Peherstorf (22)
- Pitretsberg (41)
- Rumerstorf (42)
- Salaberg (90)
- Unterfischbach (58)
- Untergrünau (136)

Am 1. Januar 2011 wurden neue Straßennamen mit einer Neuordnung der Hausnummern und eine neue PLZ eingeführt.

### Nachbargemeinden
| Peilstein im Mühlviertel |                                             | Aigen-Schlägl |
|                          | Kompassrose, die auf Nachbargemeinden zeigt | Rohrbach-Berg |
| Sarleinsbach             |                                             |               |

## Geschichte

### Oepping
In einer Urkunde von 1314 vermacht Ulrich von Krotenbach seine Lehen in Oepping und anderen Orten der Umgebung dem Kloster Passau. Im Jahr 1325 werden als Besitz des Bischofs von Passau in Epping (Oepping) „zwei Lehen und sechs Hofstätten“ angeführt. Dass 1493 bereits eine Kapelle zu Ehren der Büßerin Maria Magdalena stand, geht aus einer Stiftungsurkunde des Propstes Johannes IV. von Stift Schlägl hervor. Im Jahr 1695 wurde mit Unterstützung des Abtes Michael Feldler die Kirche in Oepping errichtet.
Während der Napoleonischen Kriege war der Ort mehrfach besetzt. Seit 1814 gehört der Ort endgültig zu Oberösterreich.
Nach dem Anschluss Österreichs an das Deutsche Reich am 13. März 1938 gehörte der Ort zum Gau Oberdonau. Nach 1945 erfolgte die Wiederherstellung Oberösterreichs.

### Schloss Götzendorf
Das älteste Zeugnis, das Gemeindegebiet betreffend, stammt von Götzendorf. Im Jahr 1180 wird Walter von Goczynesdorf (Götzendorf) als Zeuge genannt. Die Familie der Götzendorfer waren Ministeriale der Passauer Bischöfe und Burgherren bis zu ihrem Aussterben 1422. Im Jahr 1453 bis 1455 erwarb die Familie Oedt das Anwesen. Sie wurde 1608 in den Freiherren- und 1714 in den Grafenstand erhoben. Hans Christoph Freiherr von Oedt ließ die Burg zu einem Schloss ausbauen. Seine Nachkommen hielten sich größtenteils in Wien auf. Das Anwesen gelangte 1758 in die Hände von Johann Nepomuk Friedrich Graf Lamberg, der in Steyr residierte und Götzendorf nur als Kapitalanlage sah. Er verkaufte den Grundbesitz nach und nach. Als das Schloss 1899 abbrannte, wurde es nur teilweise wieder aufgebaut. 1912 erwarb es die Gemeinde und benutzt es als Schule und Pfarrhaus.

### Einwohnerentwicklung
1991 hatte die Gemeinde laut Volkszählung 1.457 Einwohner, 2001 dann 1.637 Einwohner. Dieser Höchststand wurde erreicht, da sowohl die Geburtenbilanz als auch die Wanderungsbilanz positiv waren. Von 2001 bis 2011 gab es eine Abwanderung, die von der positiven Geburtenbilanz nicht ausgeglichen werden konnte, sodass die Bevölkerung auf 1.543 Personen zurückging.

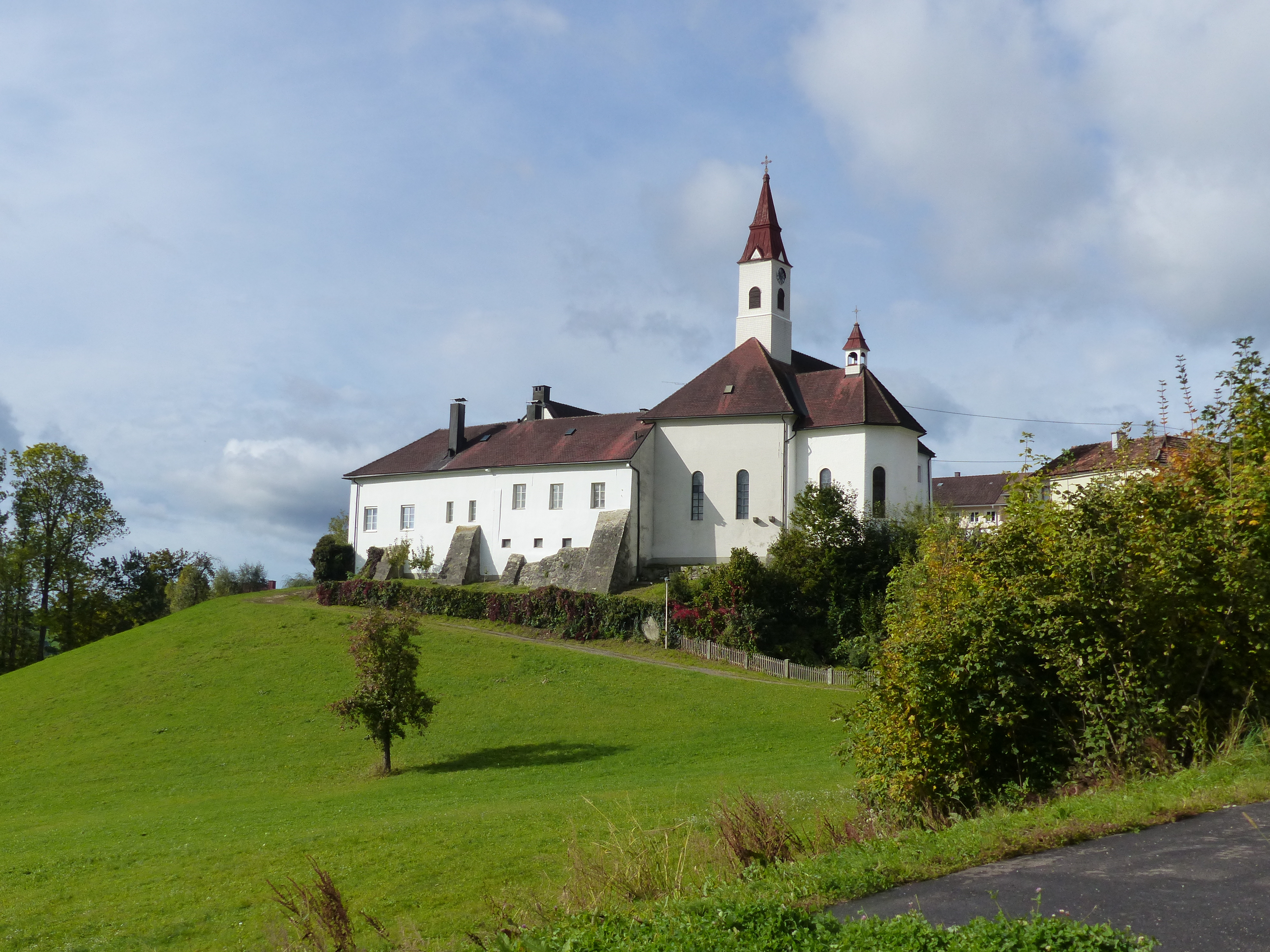
Schloss Götzendorf

## Kultur und Sehenswürdigkeiten
- Katholische Pfarrkirche Oepping hl. Maria Magdalena
- Schloss Götzendorf

## Wirtschaft und Infrastruktur

### Wirtschaftssektoren
Von den 80 landwirtschaftlichen Betrieben des Jahres 2010 waren 42 Haupterwerbsbauern. Diese bewirtschafteten 80 Prozent der Flächen. Im Produktionssektor arbeiteten 282 Erwerbstätige im Bereich Herstellung von Waren, 24 in der Bauwirtschaft und einer in der Wasserver- und Abfallentsorgung. Die wichtigsten Arbeitgeber des Dienstleistungssektors waren die Bereiche Handel (23), Beherbergung und Gastronomie (22) und soziale und öffentliche Dienste (22 Mitarbeiter).
| Wirtschaftssektor            | Anzahl Betriebe | Anzahl Betriebe | Erwerbstätige | Erwerbstätige |
| Wirtschaftssektor            | 2011            | 2001            | 2011          | 2001          |
| ---------------------------- | --------------- | --------------- | ------------- | ------------- |
| Land- und Forstwirtschaft 1) | 80              | 101             | 77            | 69            |
| Produktion                   | 19              | 11              | 307           | 174           |
| Dienstleistung               | 37              | 32              | 77            | 72            |

1) Betriebe mit Fläche in den Jahren 2010 und 1999

### Ansässige Unternehmen
Die früher in Rohrbach angesiedelte Lederwarenfabrik LERIPA (ehemalige Pöschl-Fabrik) hat heute den Betriebsstandort in der Gemeinde und bietet dort für rund 300 Arbeitnehmer Beschäftigung. Das Unternehmen verfügt über drei Tochterfirmen und erzeugt Verschleißteile für die internationale Papierindustrie und ist Weltmarktführer für Entwässerungselemente und Saugwalzendichtungen bei Papiermaschinen. LERIPA zählt zu den Top 500 Unternehmen in Oberösterreich.
LERIPA ist Teil der deutschen Röchling-Gruppe mit weltweit mehr als 10.000 Mitarbeitern.

### Arbeitsmarkt, Pendeln
Im Jahr 2011 lebten 886 Erwerbstätige in Oepping. Davon arbeiteten 197 in der Gemeinde, mehr als drei Viertel pendelten aus. Von den umliegenden Gemeinden kamen 264 Menschen zur Arbeit nach Oepping.

## Politik

### Gemeinderat
Der Gemeinderat besteht aus 19 Mandataren.
| Partei | 2021    | 2021    | 2015    | 2015    | 2009  | 2009    | 2003  | 2003    | 1997  | 1997    |
| Partei | Prozent | Mandate | Prozent | Mandate | %     | Mandate | %     | Mandate | %     | Mandate |
| ------ | ------- | ------- | ------- | ------- | ----- | ------- | ----- | ------- | ----- | ------- |
| ÖVP    | 67,67   | 13      | 72,31   | 14      | 65,49 | 13      | 66,63 | 13      | 65,64 | 13      |
| SPÖ    | 32,33   | 6       | 27,69   | 5       | 30,70 | 6       | 33,37 | 6       | 26,34 | 5       |
| FPÖ    |         |         |         |         |       |         |       |         | 8,01  | 1       |
| BZÖ    |         |         |         |         | 3,81  | 0       |       |         |       |         |

### Bürgermeister
Bürgermeister seit 1850 waren:
- 1850–1864 Jakob Reiter
- 1864–1875 Georg Eisschiel
- 1875–1879 Franz Simmel
- 1879–1888 Mathias Kainberger
- 1888–1891 Georg Katzlinger
- 1891–1894 Franz Simmel
- 1894–1897 Anton Eisschiel
- 1897–1900 Johann Lindorfer
- 1900–1909 Peter Mairhofer
- 1909–1919 Alois Natschläger
- 1919–1924 Johann Stöbich
- 1924–1938 Johann Natschläger
- 1938–1945 Alois Haselgruber
- 1945–1945 Johann Natschläger
- 1945–1946 Josef Wögerbauer
- 1946–1955 Alois Natschläger
- 1955–1978 August Hofer
- 1978–1995 Adolf Wögerbauer
- 1995–2015 Wilhelm Peinbauer
- seit 2015 Thomas Bogner (ÖVP)

### Wappen
Das Gemeindewappen wurde 1984 verliehen.
Blasonierung: Geteilt; oben in Silber ein roter, wachsender Wolf, unten in Blau ein silberner Wurzelstock. Die Gemeindefarben sind  Grün-Weiß-Blau.
Der Wolf symbolisiert das Bistum Passau, das die Rodung des heutigen Gemeindegebietes durchführte. Der Wurzelstock erinnert an ein Marienbild auf einem Baumstrunk, an dessen Platz die Kirche erbaut wurde.

## Persönlichkeiten

### Söhne und Töchter der Gemeinde
- Josef Dorfner (1820–1872), Landwirt und Politiker, Mitglied des Abgeordnetenhauses 1871–1872[19]
- Johann Kraml (* 1951), Bäcker und Politiker, Mitglied des Bundesrates 1993–2012[20]